# بخش بالاکا
بخش بالاکا (انگلیسی: Balaka District) یکی از بخش‌های کشور مالاوی است.
این بخش ۲٬۱۹۳ کیلومتر مربع مساحت و ۳۱۰٬۰۰۰ نفر جمعیت دارد و مرکز آن شهر بالاکا می‌باشد.